# The Vanishing Prairie
The Vanishing Prairie (Brasil: A Planície Imensa) é um filme documentário estadunidense de 1954 dirigido por James Algar e escrito por Winston Hibler. 
Venceu o Oscar de melhor documentário de longa-metragem na edição de 1955.

## Elenco
- Winston Hibler - Narrador